# 秋水式火薬ロケット
秋水式火薬ロケット（しゅうすいしきかやくロケット）は、大日本帝国海軍が計画した無線誘導式の地対空ミサイル。実際にはミサイルと言うより無人航空機に近い兵器だった。

## 概要
1945年（昭和20年）、B-29による日本本土空襲への対抗手段として、海軍は航空局に対して特殊局地戦闘機（特殊攻撃機）の開発を命じた。航空局はこれを受けて無線操縦を用いる対空誘導弾を開発することとし、村上勇次郎技師を設計主務者として3月に開発を開始した。安定性の計算および実験用小型模型を用いた試験が幾度も行われた後に最終案が決定し、続いて川崎航空機工業によって実機が製作される予定だったが、制作図面の作成に着手したところで終戦をむかえ計画は中止された。
本機は通常の対空ミサイルとは異なり、炸薬は搭載せずに衝角となった機体前部を用いて、体当たりによって敵機を撃破するものだった。機体の設計はロケット局地戦闘機秋水（J8M）のものをベースとした木金混合構造の後退翼を持つ無尾翼機で、このため「秋水式」と呼ばれている。胴体は砲弾型で、衝角として用いるべく胴体先端と主翼前縁の構造は強固かつ先鋭なものとなっている。推進には固体燃料ロケットを使用。レール式発射台から発進し、ロケットを点火後無線誘導を受けながら上昇、100秒弱で高度9,000 mに到達したところで敵機に体当たり攻撃を行い、無線誘導によって滑空・着陸。帰還後はロケットを交換し再使用するという運用が予定されていた。
なお、本機は無人機ではあるが、操縦席が描かれた有人型と思しきラフスケッチも残されている。

## 諸元（計画値）
- 全長：2.80 m
- 全幅：4.00 m
- 翼面積：5.0 m2
- 自重：200 kg
- 最大重量：800 kg
- エンジン：固体燃料ロケット（推力120 kg） × 4
- 戦闘高度：9,000 m
- 武装：衝角 × 1